# روبن ستيفنسون
روبن ستيفنسون (بالإنجليزية: Robin Stephenson)‏ مواليد 21 يونيو 1983 في كندا، هي لاعبة كرة مضرب أمريكية سابقة بدأت مسيرتها كمحترفة سنة 2007 وكانت تلعب باليد اليمنى، اعتزلت اللعب في 2010. أعلى تصنيف لها في الفردي كان المركز الـ 435 في سنة 2008. أعلى تصنيف لها في الزوجي كان المركز الـ 157 في سنة 2008.

## روابط خارجية
- روبن ستيفنسون على موقع رابطة محترفات التنس (الإنجليزية)
- روبن ستيفنسون على موقع الاتحاد الدولي لكرة المضرب (الإنجليزية)